# Saint-Yrieix-la-Montagne
Saint-Yrieix-la-Montagne település Franciaországban, Creuse megyében. Lakosainak száma 221 fő (2022. január 1.). Saint-Yrieix-la-Montagne Le Monteil-au-Vicomte, La Nouaille, Royère-de-Vassivière, Saint-Marc-à-Loubaud és Vallière községekkel határos.

## Népesség
A település népessége az elmúlt években az alábbi módon változott:
| Lakosok száma | 327  | 303  | 283  | 229  | 212  | 221  | 224  | 221  | 221  | 221  |
|               | 1968 | 1982 | 1990 | 2006 | 2013 | 2015 | 2017 | 2019 | 2020 | 2022 |